# Tlenek wanadu(III)
Tlenek wanadu(III), V2O3 – nieorganiczny związek chemiczny z grupy tlenków, w którym wanad występuje na III stopniu utlenienia. Występuje naturalnie jako minerał karelianit o strukturze trygonalnej (korundu).
Może zostać otrzymany poprzez redukcję tlenku wanadu(V) i innych wyższych tlenków wanadu za pomocą wodoru lub tlenku węgla:
V2O5 + 2H2 ⇌ V2O3 + 2H2O
V2O4 + CO ⇌ V2O3 + CO2
Powstaje również przez termiczny rozkład wanadanów amonu w temperaturze 600–900 °C w atmosferze redukującej.
Tlenek wanadu(III) wykazuje właściwości zasadowe. Rozpuszcza się w kwasach dając zielone lub niebieskie roztwory związków wanadu(III) o właściwościach redukujących. Redukcja V2O3 prowadzi do otrzymania szeregu niestechiometrycznych tlenków wanadu, a ostatecznie do tlenku wanadu(II). Łatwo utlenia się na powietrzu do tlenku wanadu(IV). Z chlorkiem tionylu daje chlorek wanadu(III).
Jest antyferromagnetykiem. W temperaturze około 160–170 K dochodzi do przemiany, w której związek ten zmienia swoje właściwości z metalicznych na izolacyjne.
V2O3 wykorzystuje się do otrzymywania wanadu o wysokiej czystości, stopów FeV i VAl, węgliku wanadu (poprzez ogrzewanie z węglem w temperaturze ok. 1100 °C w atmosferze wodoru) i węglikoazotków. Znajduje również zastosowanie w dodatnich elektrodach akumulatorów litowo-polimerowych.